# ミュアフィールド
ミュアフィールド（Muirfield）は、スコットランドのイースト・ロージアンにあるゴルフ場であり、名門プライベートコースとして知られている。

## 概要
ミュアフィールドは18世紀半ばに作られたとされるリンクスコースであり、過去に16回の全英オープンの開催実績がある。
1973年にはライダーカップが開催された。2007年には全英シニアオープンも開催され、このときはトム・ワトソンが優勝した。
ミュアフィールドはオープン以来ながらく女人禁制のポリシーを持ち、2016年5月にそのポリシー見直しのメンバー投票が行なわれたが投票総数の3分の2に2%足りず否決された。それを受け、全英オープンを主催するR&Aはミュアフィールドを全英オープンの開催コースを外した。その後、2017年3月に行われたポリシー見直しの再投票では80%が賛成し、273年目にして初めて女性会員が認められることになり、全英オープン開催コースのローテーションにも復帰した。

## コース
2002年の改修により、現在は7,245ヤード (6,625 m)になっている。
| ホール | 1   | 2   | 3   | 4   | 5   | 6   | 7   | 8   | 9   | アウト | 10  | 11  | 12  | 13  | 14  | 15  | 16  | 17  | 18  | イン  | 合計  |
| ------ | --- | --- | --- | --- | --- | --- | --- | --- | --- | ------ | --- | --- | --- | --- | --- | --- | --- | --- | --- | ----- | ----- |
| ヤード | 450 | 367 | 379 | 229 | 561 | 469 | 187 | 445 | 558 | 3,645  | 472 | 389 | 382 | 193 | 478 | 447 | 188 | 578 | 473 | 3,600 | 7,245 |
| パー   | 4   | 4   | 4   | 3   | 5   | 4   | 3   | 4   | 5   | 36     | 4   | 4   | 4   | 3   | 4   | 4   | 3   | 5   | 4   | 35    | 71    |